# 뉴욕제과
뉴욕제과는 1949년 창업한 대한민국의 제빵 업체로, 2000년 부도 처리되어 다른 기업에 인수되었다. 강남역 사거리에 있었던 ‘강남역 뉴욕제과’가 제일 유명한 지점이었는데, 강남점의 부동산은 1998년에 ABC상사가 인수해 같은 자리에 ‘ABC뉴욕제과’라는 이름의 빵집을 운영하다가 2012년 폐점했다.

## 역사
1949년 김봉룡이 부산 광복동에서 개업하여 1953년 본점을 명동으로 이전하였다. 2000년 뉴욕제과는 경영난으로 부도처리되었다.
뉴욕제과 강남점은 강남을 개발하던 시절인 1974년 지금의 강남역 10번 출구 앞 자리 건물에 설립한 직영점이다. 이후 강남역이 생기면서 '강남역 뉴욕제과'로도 불리게 되었다. 1998년 외환 위기 때 뉴욕제과는 강남의 건물을 ABC상사에 매각하면서 강남점을 폐업하였다. 건물을 인수한 ABC상사는 같은 자리에 'ABC뉴욕제과'를 개업하여 2012년까지 운영하였다.